# Gregorio Cárdenas Hernández

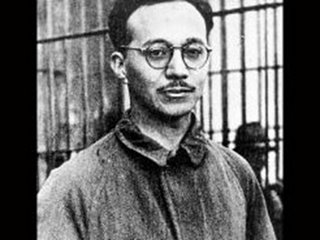
Gregorio Cárdenas Hernández

Gregorio "Goyo" Cárdenas Hernández (Mexico-Stad, 1915 - Los Angeles, 2 augustus 1999) was een Mexicaans seriemoordenaar. Hij stond ook wel bekend als de wurger van Tacuba (estrangulador de Tacuba).
Cárdenas Hernández was afkomstig uit een familie uit de staat Veracruz. Wegens een hersenontsteking in zijn jeugd was hij afwijkend gedrag gaan vertonen, en als kind martelde en doodde hij vaak dieren. Cárdenas ontving een beurs van Petróleos Mexicanos om scheikunde te studeren aan de Nationale Autonome Universiteit van Mexico (UNAM).
Op 15 augustus 1942 maakte hij zijn eerste slachtoffer. Na seks te hebben gehad met de 16-jarige prostituee María de los Ángeles González wurgde hij haar en begroef haar in de tuin van zijn huis in de wijk Tacuba. In de volgende twee weken vermoordde hij nog twee minderjarige prostituees en een bevriende scheikundestudente. Na een tip van zijn buren werden de lichamen door de politie ontdekt. Kort voor zijn arrestatie had hij zich op eigen verzoek laten opsluiten in een krankzinnigengesticht. Cárdenas bekende en werd tot een levenslange gevangenisstraf veroordeeld.
In 1948 wist Cárdenas te ontsnappen en hij vluchtte naar Oaxaca, waar hij later echter gegrepen werd. Hij werd overgeplaatst naar de zwaarbeveiligde gevangenis Lecumberri.
Cárdenas groeide uit tot een heuse beroemdheid in Mexico. Hij was de eerste seriemoordenaar in dat land die uitgebreide media-aandacht kreeg. In de jaren na 1942 doken verschillende copycat-seriemoordenaars op die de werkwijze van Cárdenas imiteerden en er verschenen (clandestiene) pornografische films geïnspireerd door Cárdenas. Cárdenas zelf schreef in de gevangenis drie boeken en was regelmatig onderzoeksobject van psychiaters en criminologen. Cárdenas kreeg toestemming vanuit de gevangenis een rechtenstudie te beginnen, leerde piano, schreef poëzie en kreeg zelfs toestemming om in de gevangenis te trouwen. Hij kreeg vier kinderen met zijn echtgenote.
In 1976 kreeg Cárdenas gratie van president Luis Echeverría. Op uitnodiging van minister Mario Moya mocht Cárdenas het Congres van de Unie toespreken, waar hij als held werd binnengehaald. Hij werd geprezen als "een groot voorbeeld" voor de Mexicanen en een "duidelijk geval van rehabilitatie". Cárdenas voltooide zijn rechtenstudie en was tot zijn dood in 1999 werkzaam als advocaat.